# Myxiniformes
Myxiniformes is een orde van kaakloze vissen die behoort tot de klasse Myxini.

## Taxonomie
De volgende familie is bij de orde ingedeeld:
- Myxinidae